# Länsväg N 885
Länsväg N 885 är en kortare övrig länsväg i Hylte kommun i Hallands län (Småland) som går mellan byn Käringanäs i Långaryds distrikt (Långaryds socken) och Jönköpings läns gräns vid Staffansbo. Vägen är 900 meter lång, asfalterad, har Bärighetsklass 1 och hastighetsgräns 70 km/h.
Vägen ansluter till:
- Länsväg N 882 (vid Käringanäs)
- Länsväg F 543 (vid Jönköpings läns gräns nära Staffansbo)